# Araneus granti
Araneus granti är en spindelart som beskrevs av Henry Roughton Hogg 1914. Araneus granti ingår i släktet Araneus och familjen hjulspindlar. Inga underarter finns listade i Catalogue of Life.